# Canthonistis
Canthonistis é um gênero de traça pertencente à família Agonoxenidae.